# Peltogonopus minor
Peltogonopus minor är en mångfotingart som beskrevs av Karl Wilhelm Verhoeff 1943. Peltogonopus minor ingår i släktet Peltogonopus och familjen plattdubbelfotingar. Inga underarter finns listade i Catalogue of Life.